# Kowale (Kolbudy)
Kowale (deutsch: Kowall oder Schmiede; kaschubisch: Kowol oder Kòwôlewò) ist eine Ortschaft in Polen in der Woiwodschaft Pommern. Sie gehört zur Gmina Kolbudy. Der nördliche Teil wurde 1973 abgetrennt und in die Stadt Danzig eingemeindet.
Die Ortschaft liegt etwa fünf Kilometer südwestlich von Danzig. Die Wojewodschaftsstraße 221 (DW 221) verbindet Kowale mit Danzig und mit Kolbudy. Des Weiteren befindet sich im Westen von Kowale die Zufahrt zur Schnellstraße S6. Die Gemeinde ist per Bus an den Danziger Nahverkehr angeschlossen.
Charakteristisch für Kowale ist die Osiedle Olimp (Siedlung Olymp). Die Straßennamen sind fast vollständig aus der griechischen Mythologie gewählt.
Ferner gibt es zentral an der DW 221  gelegen, das am 7. Dezember 2012 eröffnete Einkaufs- und Dienstleistungszentrum „Centrum Kowale“, das einen Netto-Supermarkt, kleinere Boutiquen, Restaurants, eine Apotheke, eine Tierhandlung, ein Bowlingcenter und weitere Dienstleister auf einer Fläche von 6200 m² beheimatet.

## Geschichte
Erwähnt wurde Kowale erstmals im Jahr 1398, als den ansässigen Handwerkern, zumeist Schmiede und Müller, das Recht verliehen wurde, Getreide zu mahlen. Im Jahr 1772 wurde die Ortschaft von Preußen annektiert und  von Danzig getrennt. Am Ende des 18. Jahrhunderts wurde das „Gehöft Kowale“ wiederum zu Danzig geschlagen. 1818 bis 1887 gehörte Kowall zum Landkreis Danzig und 1887 bis 1939 zum Kreis Danziger Höhe. Während dieser Zeit lebten in Kowale 152 Protestanten und 135 Katholiken. Das Dorf gehörte zur Pfarrei von St. Adalbert in Bąków. Bis 1922 gehörte die katholische Pfarrei zum Bistum Culm, seither zu Danzig und die evangelische Gemeinde zum Kirchenbezirk in Lublewo des Landessynodalverbands der Freien Stadt Danzig.

## Bildung
Bei der Gemeinschaftsschule mit Schwimmbad für etwa 700 Kinder aus den Landgemeinden Kolbudy und Pruszcz Gdański, die im Bereich der Kreuzung Helios und Apollo im Westen von Kowale im Jahre 2018 entstanden ist handelt es sich um ein Projekt, das Schulen im Bezirk Kokoszki an das Danziger Schulsystem anpassen soll.

## Persönlichkeiten
- Liselotte Eder (1922–1993), Übersetzerin und Schauspielerin, Mutter von Rainer Werner Fassbinder